# Le Guerrier de Mars
Le Guerrier de Mars (titre original : A fighting man of Mars) est un roman d'Edgar Rice Burroughs faisant partie du Cycle de Mars et se déroulant sur Barsoom, également publié en français sous le titre L'Aventurier de Mars. Il s'agit du septième roman de la série, il suit Le Conspirateur de Mars. 
Le roman est initialement publié en épisodes dans Blue Book Magazine entre avril et septembre 1930, puis en un volume en 1931 par Metropolitan.
C'est l'histoire de Tan du Hastor, un pauvre padwar (officier de rang inférieur) amoureux de la belle et hautaine Tora Sanoma, fille de Tor Hatan, un noble mineur, mais riche. Comme il est seulement padwar, Tora Sanoma le repousse.
Le narrateur est Ulysses Paxton, héros du roman précédent.

## Éditions

### Édition originale américaine
- Titre : A fighting man of Mars
- Parution en magazine : A fighting man of Mars, Blue Book Magazine, entre avril et septembre 1930
- Parution en livre : Metropolitan, 1931

### Éditions françaises
- L'Aventurier de Mars, Antarès (1986)
- Le Guerrier de Mars, in Le Cycle de Mars 2, traduction de Martine Blond, Lefrancq (1995)  (ISBN 978-2-87153-466-2) (volume réédité par la librairie Ananke en 2002  (ISBN 978-2-87418-077-4))